# Sereno/Solo chi è solo
Sereno/Solo chi è solo è un singolo del cantautore Gianni Davoli pubblicato nel 1968.

## Descrizione
La prima traccia del disco intitolata Sereno è stata presentata al Festival di Venezia nel 1968. La canzone (scritta e composta dallo stesso Davoli insieme a Cesare Gigli, figlio di Silvio) contiene come concetto la felicità del cantautore romano nell'apprezzare in modo estremamente positivo ciò che riguarda il mondo ed è stata pubblicata nel 1968 con la casa discografica Det.

## Tracce
1. Sereno - 3:18 (G.Davoli, C.Gigli)
2. Solo chi è solo - 3:16 (G.Marchetti, G.Sanjust, C.Gigli)